# En Dæmon fra Skovene
En Dæmon fra Skovene er en stumfilm fra 1915 af ukendt instruktør.